# Lepidophyma pajapanensis
Espèce
Statut de conservation UICN

 LC  : Préoccupation mineure
Lepidophyma pajapanensis est une espèce de sauriens de la famille des Xantusiidae.

## Répartition
Cette espèce est endémique du Mexique. Elle se rencontre dans les États du Veracruz et d'Oaxaca.

## Publication originale
- Werler, 1957 : A new lizard of the genus Lepidophyma from Volcan San Martin Pajapan, Venezuela. Herpetologica, vol. 13, p. 223-226.